# Jacht Klub AZS Szczecin
Jacht Klub AZS Szczecin – najstarszy polski klub żeglarski funkcjonujący na terenie Szczecina i Pomorza Zachodniego. Organizuje żeglarstwo dla dzieci, młodzieży i studentów szczecińskich uczelni. Siedziba znajduje się na Szczecińskiej Rogatce nad jeziorem Dąbie.

## Historia
Powstał w dniu 12 listopada 1946 roku i pierwotnie istniał, jako Sekcja Żeglarska Akademickiego Związku Sportowego przy szczecińskiej filii Akademii Handlowej w Poznaniu. Pierwszym kierownikiem sekcji był student AH Feliks Wodziński.
2 marca 1947 zmienił nazwę na Akademicki Związek Morski (AZM). Pierwotnie żeglarze dysponowali tylko ożaglowaną szalupą SM 8. W czerwcu 1947 sekcja otrzymała z Wojewódzkiego Urzędu WFiPW 5 wraków jachtów do remontu (pierwszy zwodowanym jachtem był Maciek, maj 1948). W 1948 akademicy przejęli też przystań na Gocławiu, z tzw. Pałacykiem Jachtowym (daw. niem. siedziba Stettiner Yacht Club).
W 1951 Sekcja Żeglarska AZS zorganizowała Regaty Przyjaźni na Zalewie Szczecińskim. W 1952 akademicy przenieśli się z Gocławia na Wyspę Akademicką na Odrze, a latem tegoż roku na przystań w Dąbiu. 12 grudnia 1956 Sekcja Żeglarska AZS przekształciła się w Jacht Klub AZS.
W latach 60. XX w. klub nabył nowe jachty, rozwinął też żeglarstwo regatowe dzieci i młodzieży posiadał liczną flotyllę jachtów klas olimpijskich, od optymista do solinga. W 1971 r. otwarto budynek klubowy na nowej przystani przy ul. Przestrzennej 9. Pozyskanie terenu i sama budowa trwały od roku 1954. Od 14 września 1974 decyzją wojewody szczecińskiego teren ostatecznie przyznano JK AZS.

### Działacze
W 1949 r. szczeciński oddział AZM skupiał ok. 200 osób, w 1953 sekcja AZS grupowała 150 osób, w 1984 ok. 600, w 2007 roku klub zrzeszał ok. 300 członków.
Do najwybitniejszych działaczy należeli m.in.: Feliks Wodzyński, Kazimierz Haska, Z. Ostrowski, J. Bochni, Jerzy Borowiec, J. Kraszewski, K. Rypiński, W. Zdrojewski, W. Zdrojewska, Wojciech Jacobson, Ludomir Mączka, Maciej Krzeptowski, J. Waraczewski, Z. Gerlach, A. Kazimierczak, Z, Szostak, Emil Żychiewicz.

## Zdjęcia

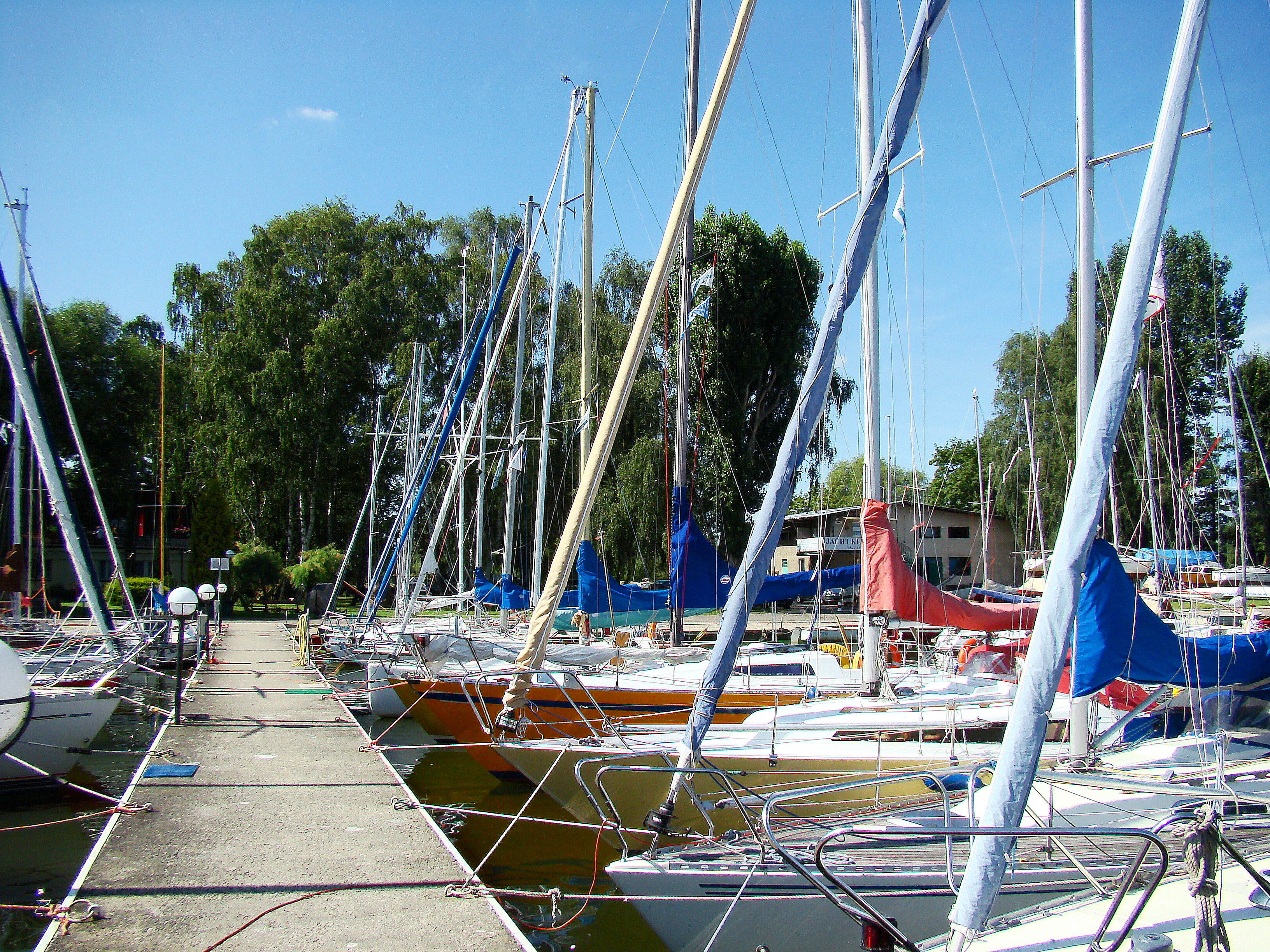
Basen jachtowy
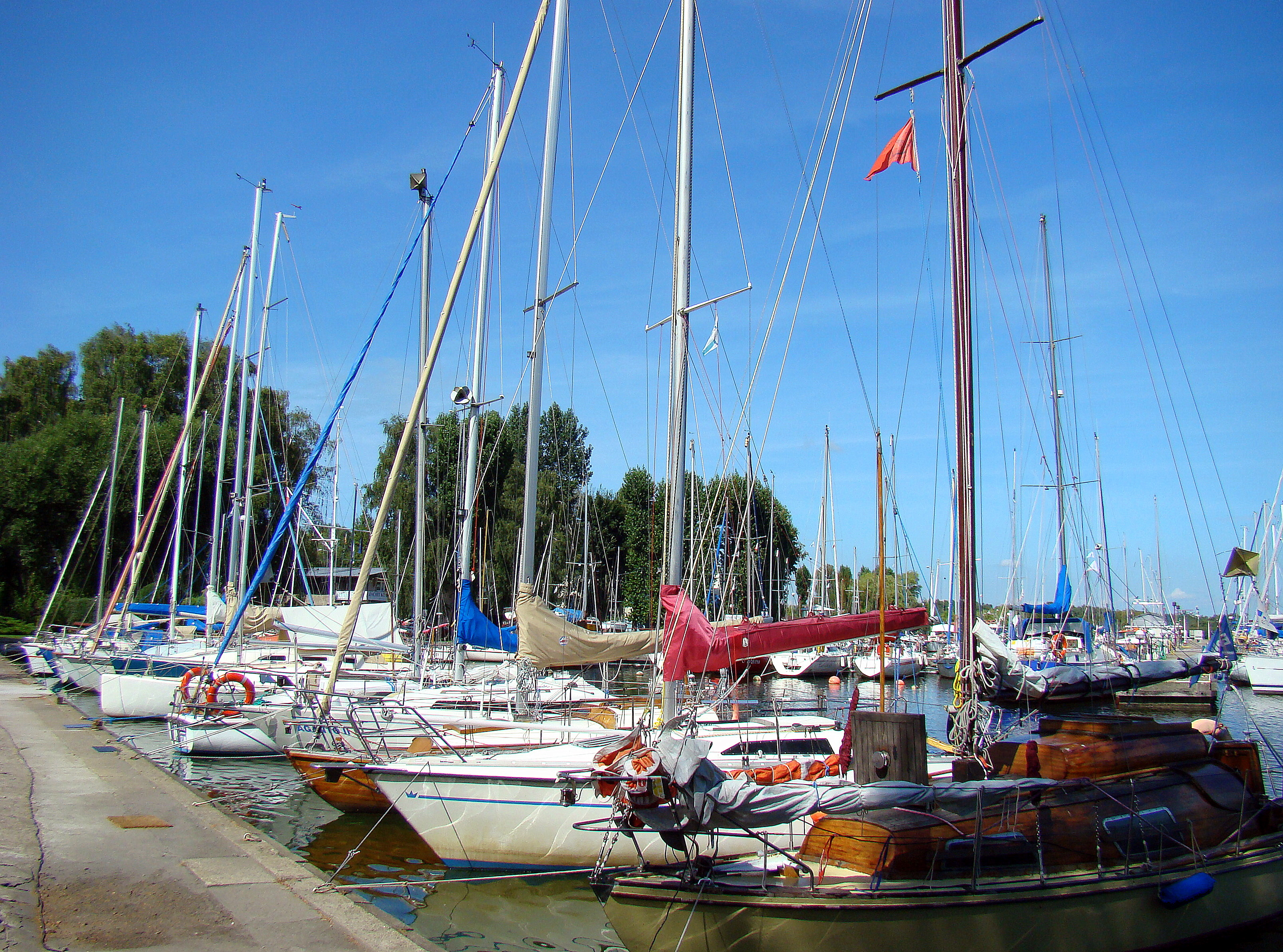
Basen jachtowy
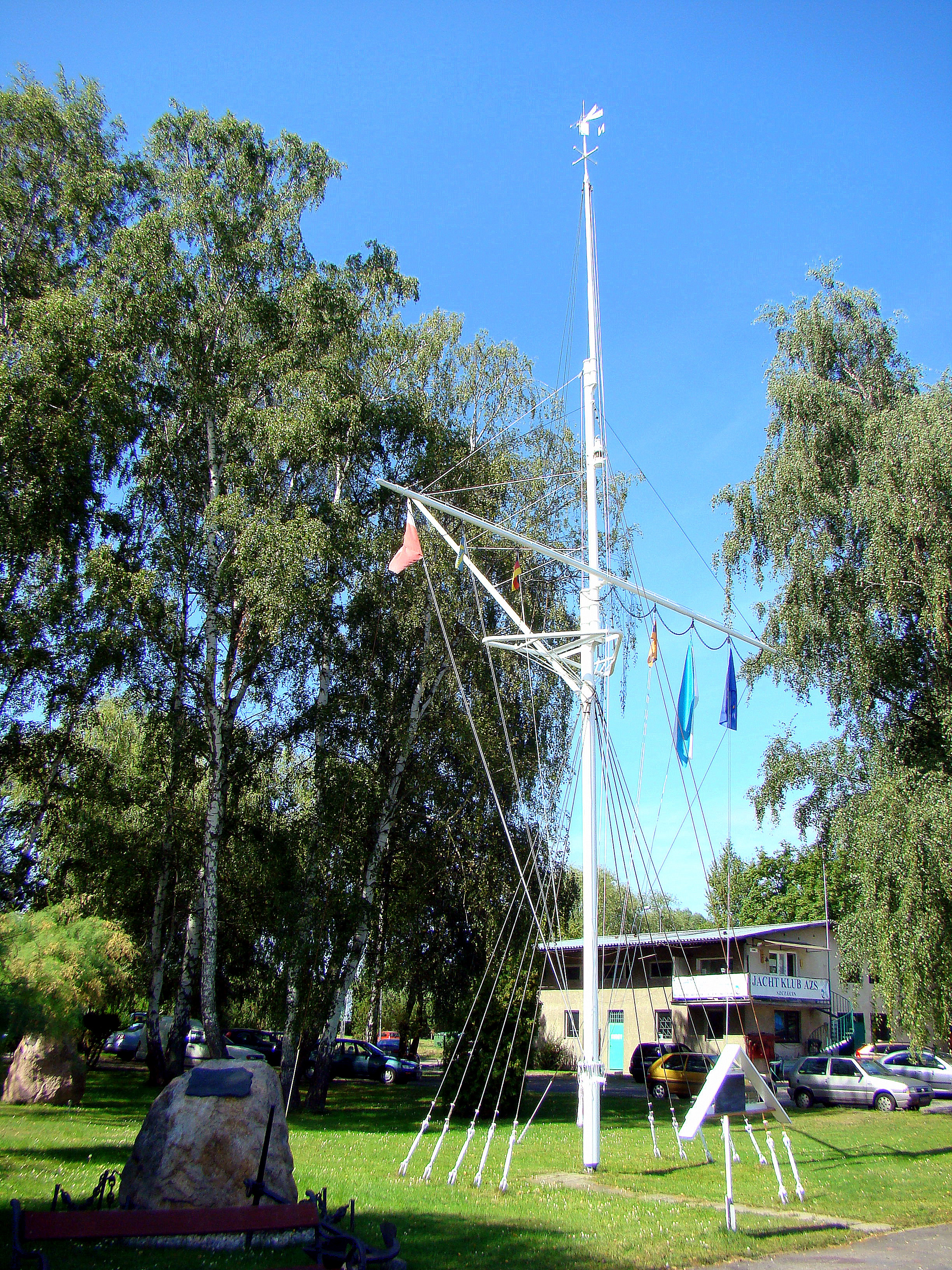
Maszt klubowy
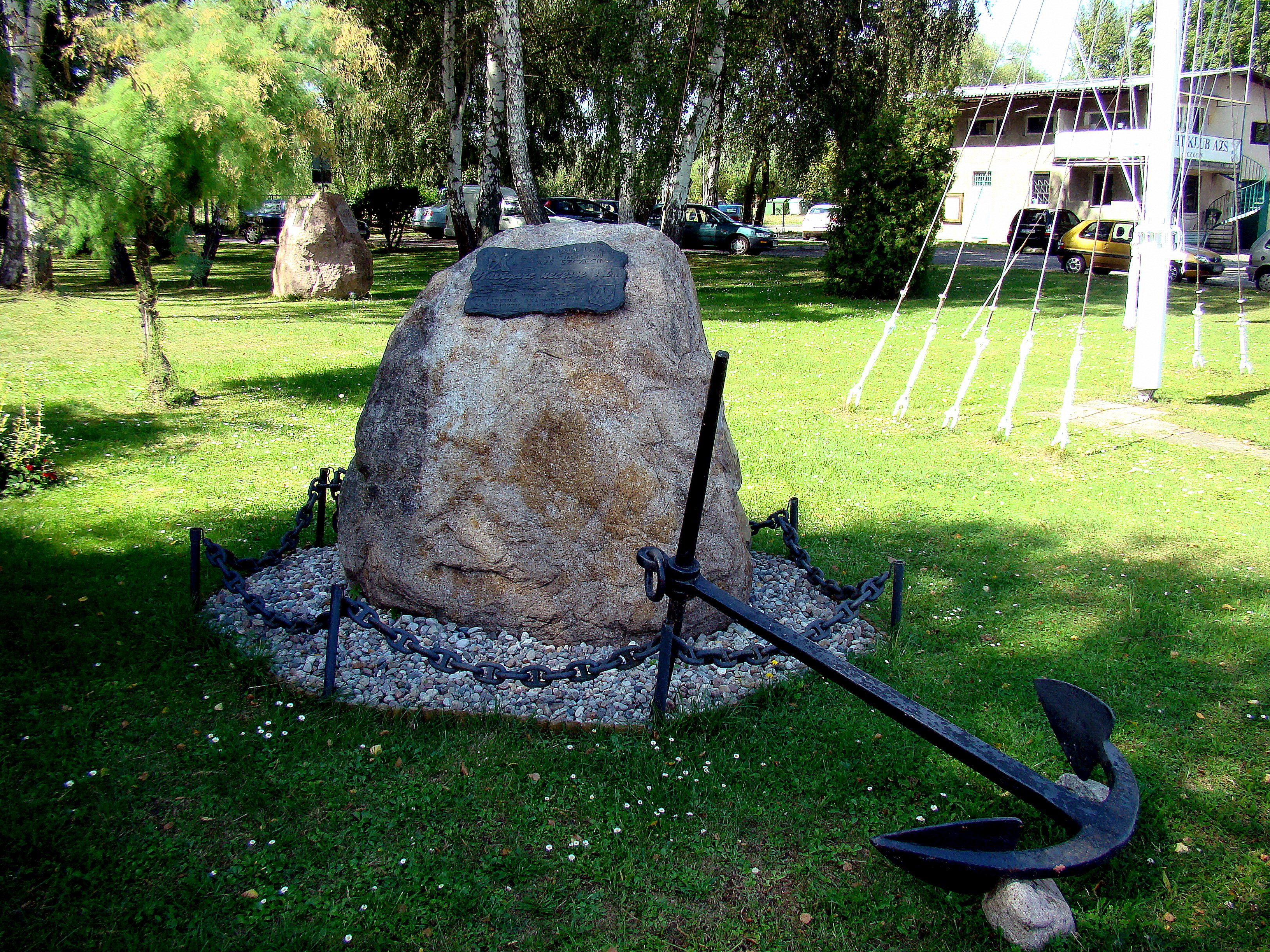
Głaz 50 lat AZS Szczecin